# Rhacophorinae
Sous-famille
Synonymes
- Philautinae Dubois, 1981

Les Rhacophorinae sont une sous-famille d'amphibiens de la famille des Rhacophoridae.

## Répartition
Les membres de cette sous-famille se rencontrent en Afrique tropicale et en Asie.

## Liste des genres
Selon Amphibian Species of the World (12 février 2016) :
- Beddomixalus Abraham, Pyron, Ansil, Zachariah & Zachariah, 2013
- Chiromantis Peters, 1854
- Feihyla Frost, Grant, Faivovich, Bain, Haas, Haddad, de Sá, Channing, Wilkinson, Donnellan, Raxworthy, Campbell, Blotto, Moler, Drewes, Nussbaum, Lynch, Green & Wheeler, 2006
- Frankixalus Biju, Senevirathne, Garg, Mahony, Kamei, Thomas, Shouche, Raxworthy, Meegaskumbura & Van Bocxlaer, 2016
- Ghatixalus Biju, Roelants & Bossuyt, 2008
- Gracixalus Delorme, Dubois, Grosjean & Ohler, 2005
- Kurixalus Ye, Fei & Dubois, 1999
- Leptomantis Peters, 1867
- Liuixalus Li, Che, Bain, Zhao & Zhang, 2008
- Mercurana Abraham, Pyron, Ansil, Zachariah & Zachariah, 2013
- Nasutixalus Jiang, Yan, Wang & Che, 2016
- Nyctixalus Boulenger, 1882
- Philautus Gistel, 1848
- Polypedates Tschudi, 1838
- Pseudophilautus Laurent, 1943
- Raorchestes Biju, Shouche, Dubois, Dutta & Bossuyt, 2010
- Rhacophorus Kuhl & Van Hasselt, 1822
- Taruga Meegaskumbura, Meegaskumbura, Bowatte, Manamendra-Arachchi, Pethiyagoda, Hanken & Schneider, 2010
- Theloderma Tschudi, 1838

## Publication originale
- Hoffman, 1932 : Researches relating to the validity of the South African Polypedatidae (Rhacophoridae) as an autonomous family of the Anura. South African Journal of Science, vol. 29, p. 562-583.